# 부산성모병원
부산성모병원은 부산 남구에 있는 천주교 부산교구 부산가톨릭의료원 산하 종합병원이다.

## 연혁
- 2006년 6월 1일 부산성모병원 개설
- 2006년 6월 12일 부산성모병원 진료개시
- 2006년 10월 27일 부산성모병원 개원식